# Ophiomyia subdefinita
Ophiomyia subdefinita este o specie de muște din genul Ophiomyia, familia Agromyzidae, descrisă de Spencer în anul 1986.
Este endemică în California. Conform Catalogue of Life specia Ophiomyia subdefinita nu are subspecii cunoscute.